# Championnats d'Europe de cyclo-cross 2016
Navigation
Édition précédente Édition suivante
Les Championnats d'Europe de cyclo-cross 2016 se déroulent les 29 et 30 octobre 2016, à Pontchâteau en France.

## Résultats

### Hommes
| Épreuves        | Or              | Argent               | Bronze         |
| --------------- | --------------- | -------------------- | -------------- |
| Élites          | Toon Aerts      | Mathieu van der Poel | Wout van Aert  |
| Moins de 23 ans | Quinten Hermans | Joris Nieuwenhuis    | Sieben Wouters |
| Juniors         | Thomas Pidcock  | Nicolas Guillemin    | Timo Kielich   |

### Femmes
| Épreuves        | Or              | Argent         | Bronze             |
| --------------- | --------------- | -------------- | ------------------ |
| Élites          | Thalita de Jong | Lucinda Brand  | Caroline Mani      |
| Moins de 23 ans | Chiara Teocchi  | Hélène Clauzel | Jana Czeczinkarová |

## Tableau des médailles
| Rang  | Nation      | Or | Argent | Bronze | Total |
| ----- | ----------- | -- | ------ | ------ | ----- |
| 1     | Belgique    | 2  | 0      | 2      | 4     |
| 2     | Pays-Bas    | 1  | 3      | 1      | 5     |
| 3     | Italie      | 1  | 0      | 0      | 1     |
| 3     | Royaume-Uni | 1  | 0      | 0      | 1     |
| 5     | France      | 0  | 2      | 1      | 3     |
| 6     | Tchéquie    | 0  | 0      | 1      | 1     |
| Total | Total       | 5  | 5      | 5      | 15    |